# Cap Est
 (avril 2024).
La mise en forme du texte ne suit pas les recommandations de Wikipédia : il faut le « wikifier ».
Les points d'amélioration suivants sont les cas les plus fréquents. Le détail des points à revoir est peut-être précisé sur la page de discussion.
- Les titres sont pré-formatés par le logiciel. Ils ne sont ni en capitales, ni en gras.
- Le texte ne doit pas être écrit en capitales (les noms de famille non plus), ni en gras, ni en italique, ni en « petit »…
- Le gras n'est utilisé que pour surligner le titre de l'article dans l'introduction, une seule fois.
- L'italique est rarement utilisé : mots en langue étrangère, titres d'œuvres, noms de bateaux, etc.
- Les citations ne sont pas en italique mais en corps de texte normal. Elles sont entourées par des guillemets français : « et ».
- Les listes à puces sont à éviter, des paragraphes rédigés étant largement préférés. Les tableaux sont à réserver à la présentation de données structurées (résultats, etc.).
- Les appels de note de bas de page (petits chiffres en exposant, introduits par l'outil «  Source ») sont à placer entre la fin de phrase et le point final[comme ça].
- Les liens internes (vers d'autres articles de Wikipédia) sont à choisir avec parcimonie. Créez des liens vers des articles approfondissant le sujet. Les termes génériques sans rapport avec le sujet sont à éviter, ainsi que les répétitions de liens vers un même terme.
- Les liens externes sont à placer uniquement dans une section « Liens externes », à la fin de l'article. Ces liens sont à choisir avec parcimonie suivant les règles définies. Si un lien sert de source à l'article, son insertion dans le texte est à faire par les notes de bas de page.
- La présentation des références doit suivre les conventions bibliographiques. Il est recommandé d'utiliser les modèles {{Ouvrage}}, {{Chapitre}}, {{Article}}, {{Lien web}} et/ou {{Bibliographie}}. Le mode d'édition visuel peut mettre en forme automatiquement les références.
- Insérer une infobox (cadre d'informations à droite) n'est pas obligatoire pour parachever la mise en page.

Pour une aide détaillée, merci de consulter Aide:Wikification.
Si vous pensez que ces points ont été résolus, vous pouvez retirer ce bandeau et améliorer la mise en forme d'un autre article.
Pour les articles homonymes, voir Cap Est (homonymie).
Le Cap Est (en anglais : East Cape) est le point le plus oriental des principales îles de Nouvelle-Zélande. Il est à l'extrémité nord du district de Gisborne de l'Île du Nord. Le Cap Est a été initialement nommé « East Cape » par l'explorateur britannique James Cook lors de son voyage de 1769 à 1779. C'est l'un des quatre caps cardinaux de Nouvelle-Zélande qu'il a nommés, avec le Cap Nord, le Cap Ouest et le Cap Sud.
Le nom « Cap Est » est également utilisé pour la partie du district de Gisborne au nord de la région de Baie de la Pauvreté, et même parfois pour l'ensemble du district de Gisborne.
La Maritime New Zealand exploite le phare du Cap Est, situé à l'extrémité orientale du cap. La petite île de l'Est / Whangaokeno, également connue sous le nom de Motu o Kaiawa, se trouve directement au large. L'Agence des transports de Nouvelle-Zélande a modernisé le pont Horoera en 2017, donnant aux vans de camping et autres véhicules lourds un accès complet au phare. Il a remplacé un pont Bailey temporairement installé en 2015.

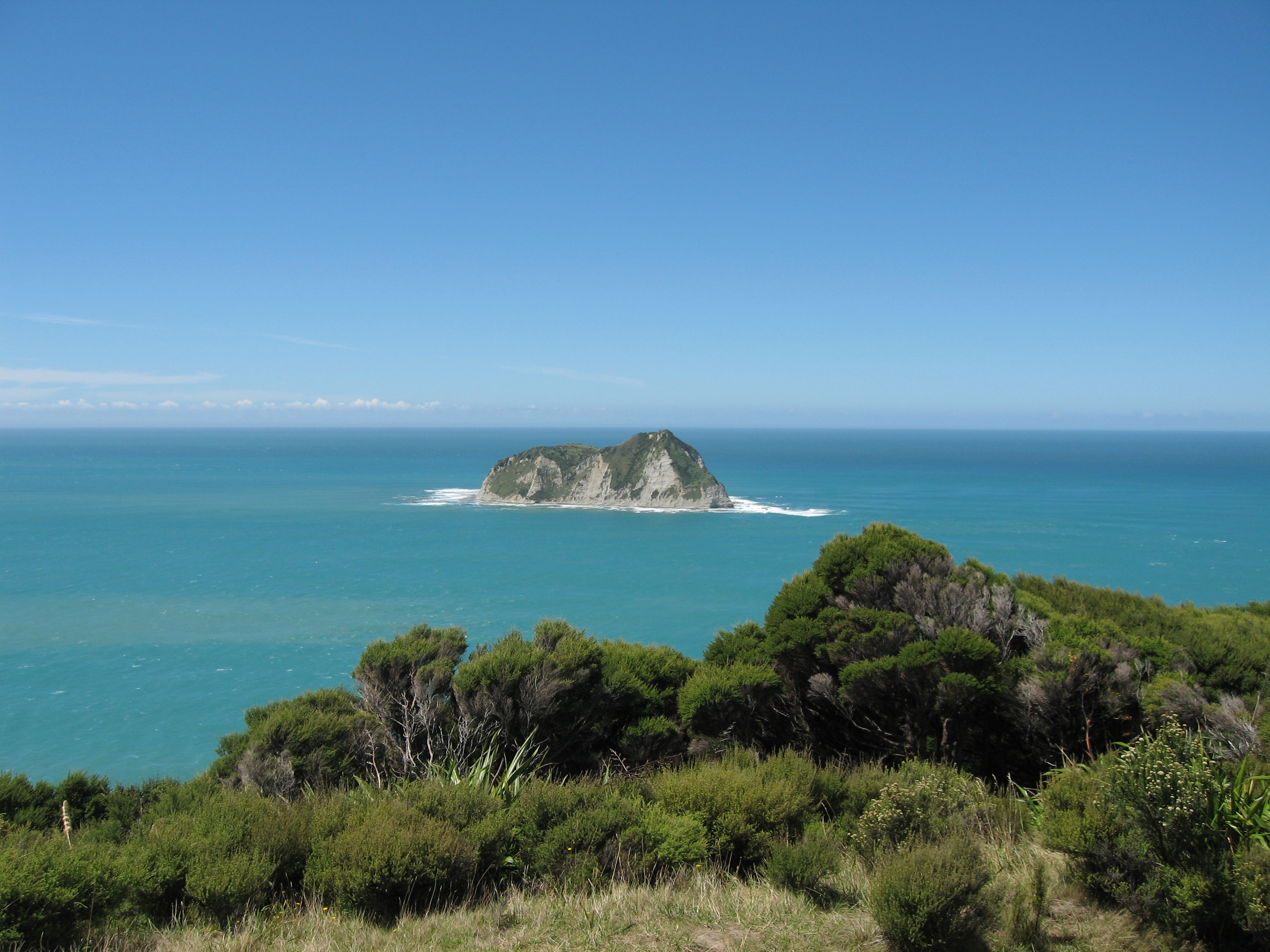
En regardant du Cap Est vers l'Île de l'Est / Whangaokeno

## Données démographiques
La zone statistique du Cap Est, qui comprend Wharekahika / Hicks Bay, Te Araroa et Tikitiki, couvre 991,22 km2  et avait une population estimée à 1 540 en juin 2023, avec une densité de population de 1,6 personnes par km2.
Le Cap Est avait une population de 1 389 habitants au recensement néo-zélandais de 2018, soit une diminution de 30 personnes (−2,1 %) depuis le recensement de 2013 et une diminution de 174 personnes (−11,1 %) depuis le recensement de 2006. Il y avait 462 ménages, comprenant 735 hommes et 654 femmes, soit un sex-ratio de 1,12 hommes par femme. L'âge médian était de 39,8 ans (contre 37,4 ans au niveau national), avec 360 personnes (25,9 %) âgées de moins de 15 ans, 213 (15,3 %) âgées de 15 à 29 ans, 603 (43,4 %) âgées de 30 à 64 ans et 210 (15,1 %). %) âgés de 65 ans ou plus.
Les ethnies étaient composées à 22,7 % d'Européens/Pākehā, 91,6 % de Maoris, 2,2 % de peuples du Pacifique, 0,6 % d'Asiatiques et 1,1 % d'autres ethnies, les gens pouvant s’identifier à plus d’une ethnie.
Le pourcentage de personnes nées à l'étranger était de 2,4, contre 27,1 % au niveau national.
Bien que certaines personnes aient choisi de ne pas répondre à la question du recensement sur l'appartenance religieuse, 41,9 % n'avaient aucune religion, 41,0 % étaient chrétiens, 5,2 % avaient des croyances religieuses maories, 0,2 % étaient musulmans, 0,2 % étaient bouddhistes et 0,6 % avaient d'autres religions.
Parmi les personnes âgées d'au moins 15 ans, 105 (10,2 %) personnes étaient titulaires d'un baccalauréat ou d'un diplôme supérieur, et 294 (28,6 %) personnes n'avaient aucune qualification formelle. Le revenu médian était de 18 500 dollars, contre 31 800 dollars à l'échelle nationale. 48 personnes (4,7 %) gagnaient plus de 70 000 $, contre 17,2 % à l'échelle nationale. La situation d'emploi des personnes d'au moins 15 ans était la suivante : 297 (28,9 %) personnes étaient employées à temps plein, 171 (16,6 %) à temps partiel et 105 (10,2 %) au chômage.